# Alexandriai Szent Makariosz
Alexandriai Szent Makariosz vagy Ifjabb Szent Makariosz  (latinul: Macarius, ógörögül: Μακάδριος), (297/298 – 395. január 2.) egyiptomi remete, a sivatagi atyák egyike.

## Élete
Makariosz Alexandriában született. Szegény, de Istenfélő szülei már gyermekkorában az erényes és munkás életre szoktatták. Fiatal korában ide-oda vándorolva édességkereskedelemmel foglalkozott. 40 éves kora körül lett szerzetes. Először Alexandriától délnyugatra, a Mareotis-tó környékén telepedett le, majd beljebb költözött a Líbiai-sivatagba. Kemény életet élt: 7 éven át nyers növényeket evett, a negyvennapi böjt idején csak vasárnap evett és ivott, és az alázatosságban, nagylelkűségben, szeretetben gyakorolta magát.
340 körül az ottani remeték papja, majd előjárója lett.
Később, mivel távol érezte magát a tökéletességtől, Szent Pakhomiosz Nílus melletti, Tabenniszi-i monostorába jelentkezett noviciusnak. Az ekkor már nem fiatal Makariosz úgy tűnik, szívós elhatározással meg akart dönteni minden addigi teljesítményt az aszkézisben (virrasztás, imádság, munka, böjtölés tekintetében). Ezért egy idő után Pakhomiosz tisztelettel ugyan, de elbocsátotta Makarioszt a monostorból.
Ezután Makariosz Nitria hegyeinek vidékére ment remetéskedni, azonban egy idő után itt is tanítványok gyültek köréje.
Makariosz részt vett az eretnekek elleni küzdelemben is: több ariánust visszavezetett az egyház kebelébe. Mivel bevádolták az – ugyancsak ariánus – uralkodónál, Valens császár egy pogányok által lakott szigetre száműzte. Azonban itt is Makariosz idővel teljesen keresztény hitre térítette a lakosságot. Ezért az ariánusok végül visszaűzték Nitriába, ahol rövidesen meg is halt a szent.
A remete közel száz évig élt, és nagy hatást gyakorolt Nitria monachizmusára. Ugyanakkor az Apophthegmata Patrum nem idézi egyetlen mondását sem.

## Történetek életéből

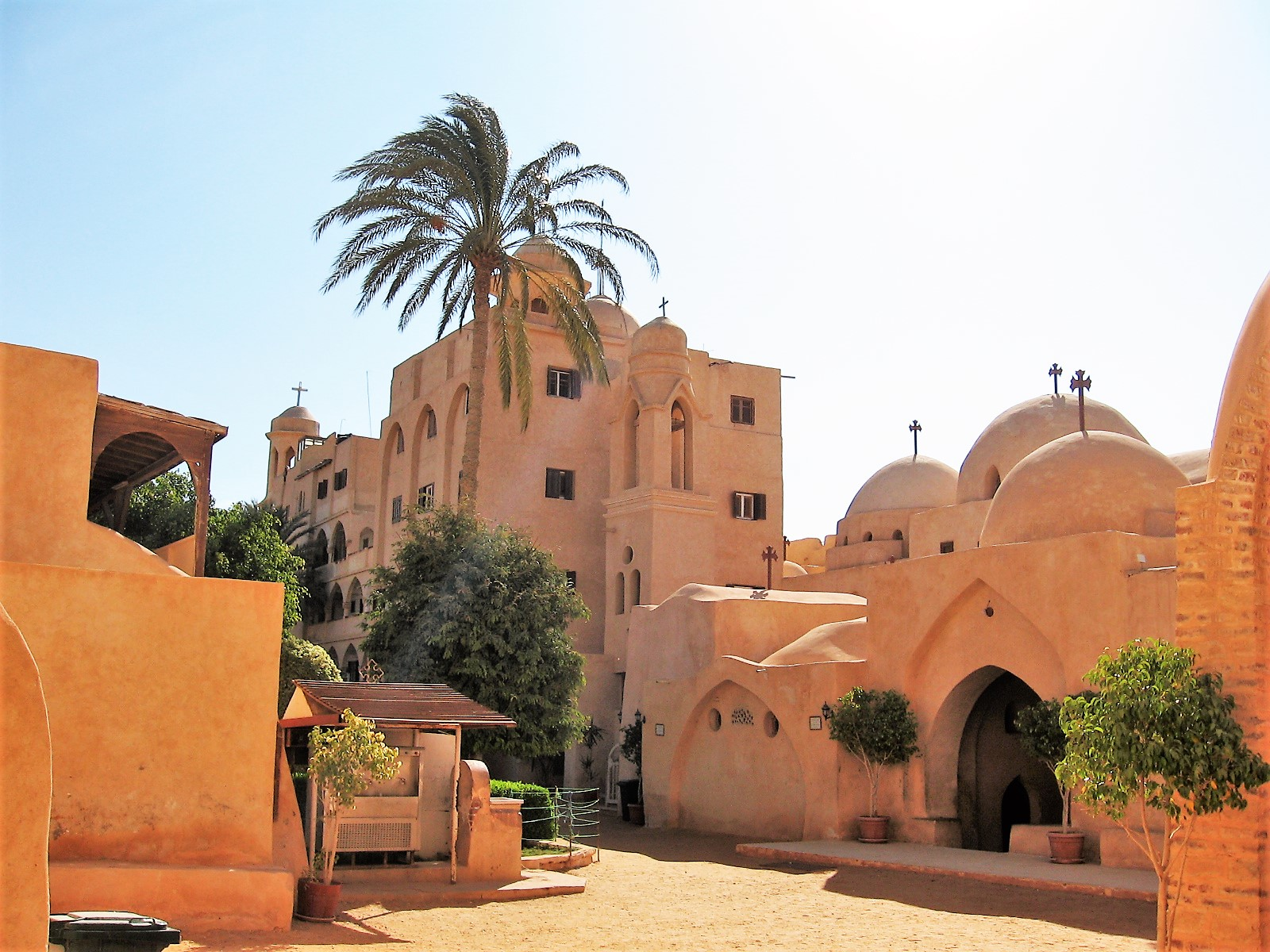
Szkétisz monostora Nitria sivatagában

- Makarioszt egyszer elfogta a vágy, hogy öt napot szüntelenül imában töltsön. Két nap és két éjszaka után azonban meggyulladt a lába alatt lévő gyékény az egész cellával együtt, ezért abba kellett hagynia gyakorlatát.[2]
- Egyszer hirtelen haragjában két hibázó testvért kizárt a közösségből. Amikor ez az Egyiptomi Makariosz fülébe jutott, ezt közölte az üzenet átadóival: "Nem a két testvér van kizárva, hanem Makariosz apát." Alig jutott el ez a mondás az alexandriai Makariosz füléhez, izzó bűnbánattal a közeli mocsárba menekült. Ott talált rá az egyiptomi Makariosz, amikor már tetőtől talpig összecsípdesték a moszkitók. Alázattal fogadta névrokonától a hibázó testvérekkel szemben tanúsított keménysége miatt a korholást, és bocsánatot kért.[2]
- Ugyancsak az ő nevéhez fűződik egy nevezetes szőlőfürt története, amely a lelki élet tanítói körében a lemondás és testvéri szeretet összetartozásának iskolapéldája lett: Makariosz egyszer kapott egy szép és ízletes szőlőfürtöt. Mivel tudta, hogy önmagát a kicsinységekben kell megfékeznie, és hogy nagyobb öröm adni, mint kapni – odaadta a szőlőt egy szomszédos cellában élő testvérnek. Ez mint jó tanítvány hasonlóképpen gondolkodva szintén elajándékozta. A szőlőfürt így bejárta az egész telepet, végül az egyik testvér bezörgetett vele Makarioszhoz. Ő hálaadásra hívta össze a testvéreket, hogy megköszönjék Istennek a közösség egységét.[2]
- Makariosznak hosszú ideig kemény küzdelmet kellett vívnia azzal a gondolattal, hogy elhagyja a sivatagot, és Rómába utazzon. Úgy fojtotta el a vándorlás csaknem ellenállhatatlan ösztönét, hogy súlyos terhekkel megrakva vonult át a sivatagon az izzó hőségben.[2]

A Vogel Máté-féle 1866-os Szentek életéből való a következő történet:
- Makariosz tanítványainak legtöbbször az önmegtagadást és az imádságot ajánlotta. Ő maga is – a nappali imádságon kívül – az éjszaka legnagyobb részét imádságban töltötte. Egyik tanítványa, Palladius, mivel szórakozottsága és kísértései miatt nem tudott jól imádkozni, már az imádkozás elhagyását latolgatta. Ezt megtudva, Makariosz így szólt hozzá: "Nem, hosszabbítsd meg inkább imádságodat, és mondd a gonosz léleknek, ki szórakozások és kísértetek által nem mást keres, mint imádságodnak megrövidítését, vagy teljes elhagyását: nem, ezt nem teszem, és ha már nem imádkozhatom nyugodtan, az imádságban mégis állhatatos akarok maradni, és így Krisztusnak kedvéért szobám falait szívesen őrizem."[3]

## Idézet
XVIII. 1. Megismerkedtem az Alexandriából való Makariosszal. Az ő aszkétikus gyakorlata ez volt: Ha hallotta, hogy bárki bárhol valamit tett, lángoló buzgósággal megtette ugyanazt. Amikor pl. azt hallotta, hogy Tabennesziben a Szent Negyven napon át többen egyáltalán semmi tűznél főttet vagy sültet nem esznek, elhatározta, hogy ő hét éven át nem eszik semmi olyat, amit tűz érintett. És a nyers olajon kívül, ha éppen volt olaja, és vízbe áztatott főzelékeken kívül semmi mást nem ízlel...
3. Egy másik gyakorlata a következő volt: Elhatározta, hogy legyőzi az álmot. Maga mesélte el, hogy húsz napon át nem vonult fedél alá, hogy az álmot legyőzze, pedig napközben a forróságtól égett, éjjel pedig a hidegtől didergett. Így szólt: – Ha nem léptem volna ezután gyorsan fedél alá, és nem aludtam volna, akkor agyvelőm olyan lett volna, hogy aztán magamon kívül cselekedtem volna. Ami engem illet, legyőztem az álmot, de amire a természetnek szüksége van, abban engedtem.

## Korabeli források
Alább korabeli források találhatók magyar fordításban Szent Makariosz életéről:
- Tyrannius Rufinus: Az egyiptomi szerzetesek története (ford. Pataki Elvira), Pázmány Péter Katolikus Egyetem Bölcsészettudományi Kar, Piliscsaba, 2004, ISBN 963 9296 57 0, 124–128. o.